# Philipp Schlager
Philipp Schlager (* 22. Juli 1986 in München) ist ein deutscher Eishockeyspieler, der seit Juni 2017 beim EC Bad Tölz aus der DEL2 respektive Oberliga unter Vertrag steht.

## Karriere
Philipp Schlager begann seine Laufbahn 1991 beim SC Reichersbeuern. Zur Saison 1999/2000 wechselte der Flügelstürmer zum Nachbarclub EC Bad Tölz in die Altersklasse Schüler, ab der Saison 2001/2002 spielte er bei den Jungadler Mannheim, mit denen er dreimal in Folge den Meistertitel in der DNL erringen konnte. Mit einer Förderlizenz der Adler Mannheim ausgestattet, verbrachte Schlager die Saison 2004/05 bei den Heilbronner Falken in der Oberliga. Obwohl einer der Jüngsten im Team, konnte sich Schlager am Saisonende als drittbester Scorer beweisen. Da Heilbronn die Oberliga-Play-Offs nicht erreichen konnte, wurde der Angreifer für den Rest der Saison im Team der Mannheimer Adler eingesetzt und wurde so Deutscher Vize-Meister 2005. Während dieser Spielzeit konnte er seinen ersten Scorerpunkt in der Eishockey Liga verbuchen und wechselte während der Spielzeit 2008/09 zum Ligakonkurrenten Kassel Huskies. Ab 2010 spielte Schlager für die Schwenninger Wild Wings, ab 2013 in der DEL.
Im Juli 2016 löste er zunächst den laufenden Vertrag mit den Wild Wings auf und kehrte anschließend zu den Kassel Huskies zurück, die inzwischen in der DEL2 spielten. Im Januar 2017 wechselte er im Tausch gegen Adriano Carciola zu den Ravensburg Towerstars. Im Juni 2017 wurde Schlager dann vom DEL2-Aufsteiger EC Bad Tölz verpflichtet. 2022 folgte der Abstieg in die Oberliga.

### International
Schlager spielte bereits in seiner frühen Jugend für verschiedene Auswahlmannschaften des BEV und des DEB. Mit der Juniorennationalmannschaft nahm er an der U20 B-Weltmeisterschaft 2006 teil, bei der der Wiederaufstieg in die A-Gruppe gelang.

## Karrierestatistik
(Legende zur Spielerstatistik: Sp oder GP = absolvierte Spiele; T oder G = erzielte Tore; V oder A = erzielte Assists; Pkt oder Pts = erzielte Scorerpunkte; SM oder PIM = erhaltene Strafminuten; +/− = Plus/Minus-Bilanz; PP = erzielte Überzahltore; SH = erzielte Unterzahltore; GW = erzielte Siegtore; 1 Play-downs/Relegation; Kursiv: Statistik nicht vollständig)